# Konferenz von Kairo
Die Konferenz von Kairo fand während des Zweiten Weltkrieges vom 22. bis zum 26. November 1943 zwischen dem Präsidenten der USA Franklin D. Roosevelt, dem britischen Premierminister Winston Churchill und dem chinesischen Generalissimus Chiang Kai-shek in der ägyptischen Hauptstadt Kairo statt. Die drei Regierungschefs einigten sich hier auf die Kairoer Erklärung über die Kriegsziele gegenüber Japan im Pazifikkrieg. Nach der zwischenzeitlichen Teheran-Konferenz (28. November bis 1. Dezember 1943) kamen Roosevelt und Churchill erneut in Kairo zusammen, um Gespräche mit dem türkischen Präsidenten İsmet İnönü über einen möglichen Eintritt seines Landes in den Krieg gegen Deutschland zu führen (4. bis 6. Dezember 1943). Beide Treffen liefen unter dem Codewort „Sextant“.

## Verlauf

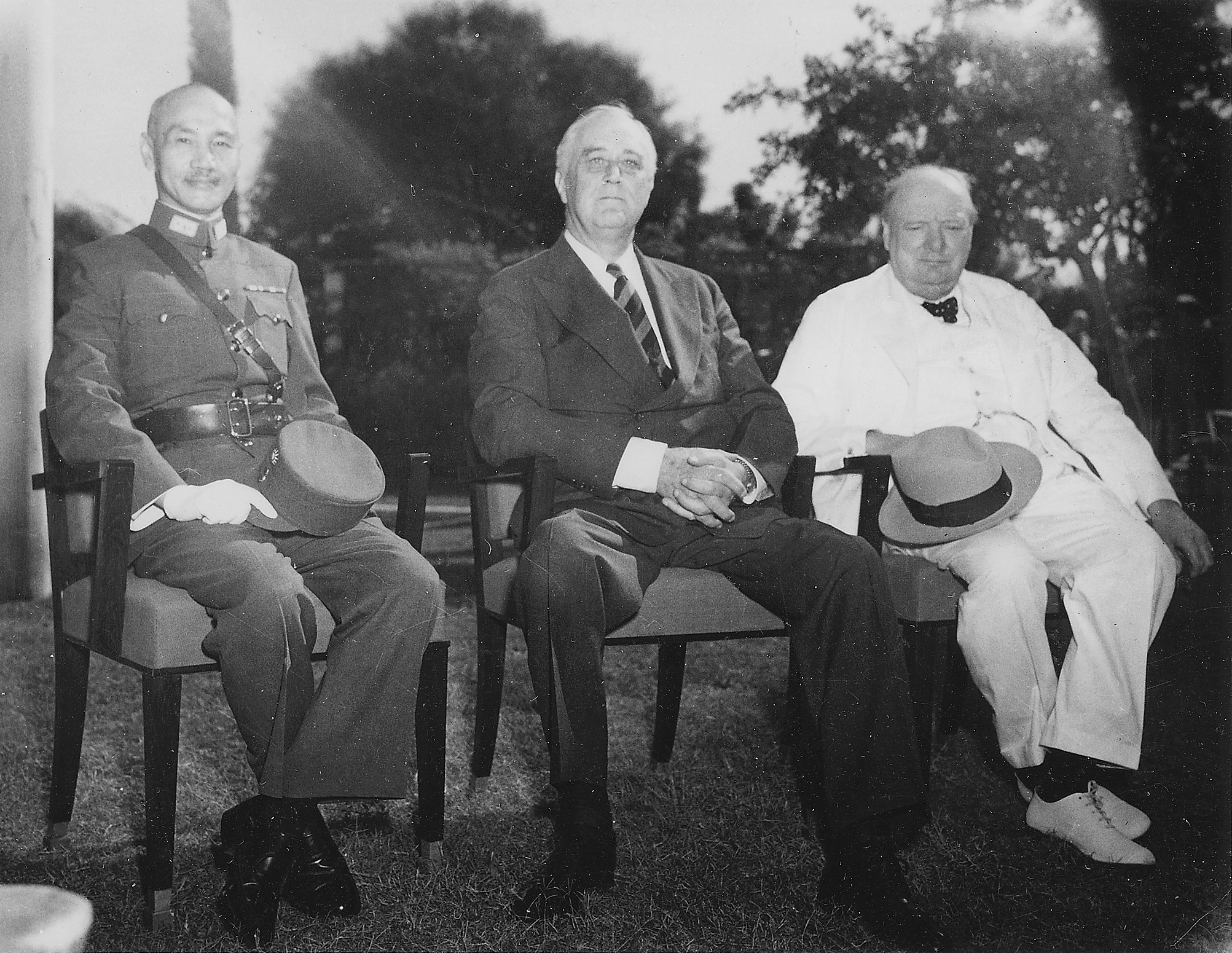
Von links nach rechts: Chiang Kai-shek, Franklin Delano Roosevelt und Winston Churchill

Zu Beginn der Konferenz war der Kampf der Chinesen gegen Japan das beherrschende Thema. Entgegen dem Willen von Winston Churchill, der diesen Kriegsschauplatz als nebensächlich ansah, versprach Franklin D. Roosevelt dabei dem chinesischen Generalissimus eine großangelegte Landungsoperation am Golf von Bengalen. Der britische Premierminister befürchtete eine Schwächung der geplanten Landungen im Mittelmeer und in der Normandie, jedoch gelang es ihm später auf der Konferenz von Teheran, den amerikanischen Präsidenten von diesem Gedanken abzubringen.
Die amerikanischen und britischen Stabschefs trafen sich dann am 24. November zu einer Beratung über das weitere Vorgehen in Nordwesteuropa sowie im Mittelmeer; die chinesische Gesandtschaft nahm daran nicht teil. Churchill bekräftigte noch einmal die Bedeutung der Landung in der Normandie und die Bereitschaft Großbritanniens zu dieser Landung; er erklärte auch seine Strategie im Mittelmeer, die eine Landung auf Rhodos ebenso vorsah wie die baldige Eroberung Roms; auch sollten die jugoslawischen Partisanen besser mit Nachschub versorgt werden. Noch am selben Tag traf allerdings der britische Außenminister Anthony Eden in Kairo ein und berichtete von der Weigerung der Türkei, in den Krieg gegen das Deutsche Reich einzutreten, wodurch Churchills Pläne einen empfindlichen Dämpfer erhielten.
In Bezug auf den asiatischen Kriegsschauplatz einigte man sich auf folgende Punkte, die am 1. Dezember 1943 in der Kairoer Erklärung verkündet wurden:
- die Fortsetzung des Krieges bis zur bedingungslosen Kapitulation Japans,
- den Verzicht auf territoriale Expansion nach dem Krieg,
- die Aberkennung japanischer Annexionen seit 1914 und die Rückgabe aller Gebiete und Territorien an China, die Japan von China geraubt hatte, inklusive der Mandschurei, der Insel Taiwan und der Pescadores-Inseln. Japan wird auch von allen anderen Gebieten und Territorien verwiesen, die gewaltsam annektiert wurden.[1]
- Korea solle zu gegebener Zeit seine Unabhängigkeit erhalten.

## Folgezeit
Die Parteien hielten sich in allen Punkten an die Vereinbarungen, nur die im weiteren Kriegsverlauf besetzten Ryūkyū-Inseln wurden erst 1971 an Japan zurückgegeben. Der Konferenz selbst folgte fast unmittelbar die Konferenz von Teheran am 28. November 1943.